# Christian Gottlieb Buder

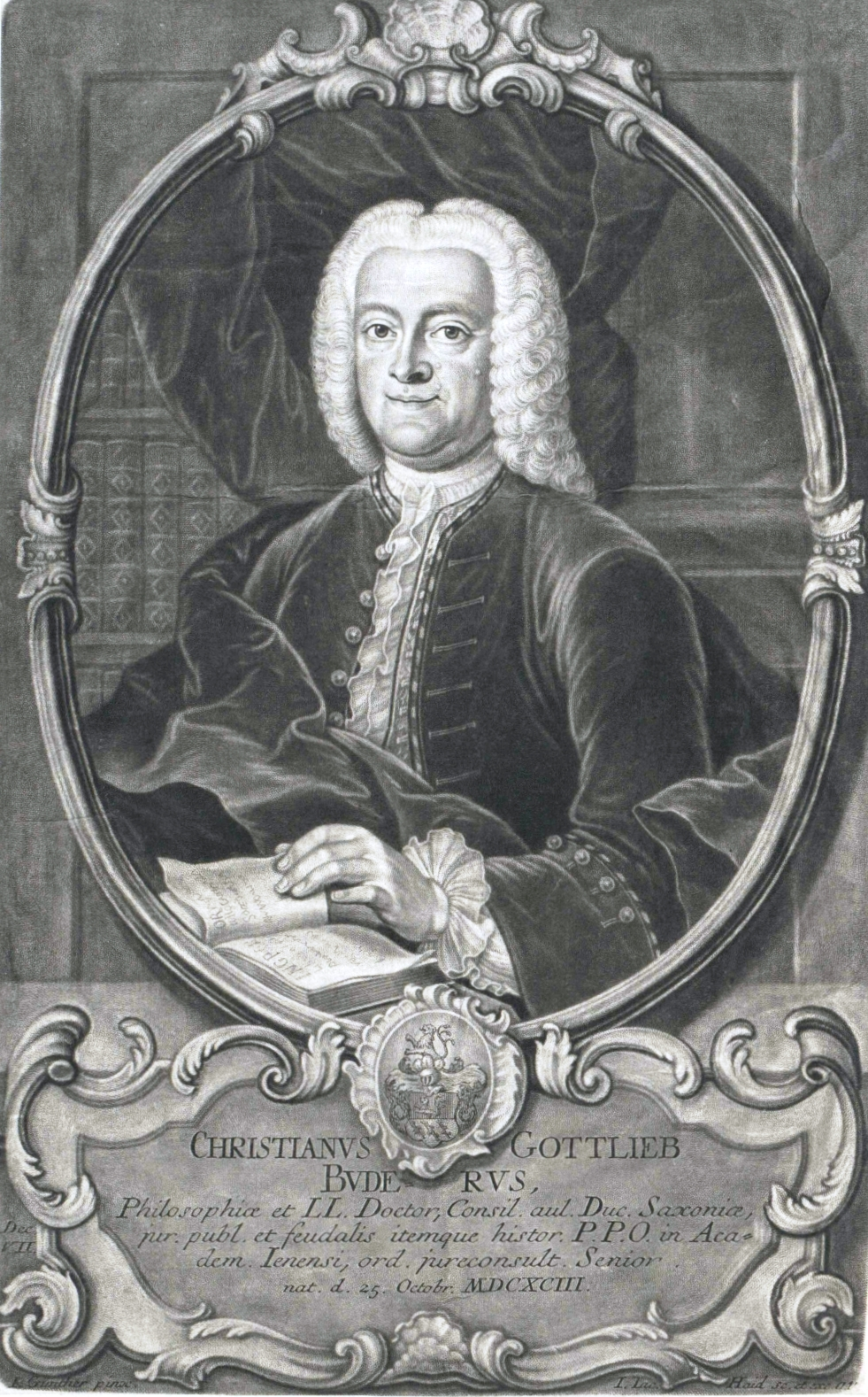
Christian Gottlieb Buder, Stich von Johann Jacob Haid

Christian Gottlieb Buder (* 29. Oktober 1693 in Kittlitz; † 9. Dezember 1763) war ein deutscher Jurist, Historiker und Bibliothekar.

## Leben
Christian Gottlieb Buder entstammte einer sorbischen Familie und war der Sohn des Diakons in Kittlitz. Er besuchte das Gymnasium in Bautzen und studierte ab 1774 zuerst in Leipzig und dann in Jena Jura, wo er Schüler von Burkhard Gotthelf Struve war. Er blieb in Jena, wurde 1722 Bibliothekar der Universität, 1730 außerordentlicher und vier Jahre später ordentlicher Professor der Rechte. 1738 erhielt er die Professur des Staats- und Lehenrechtes und zugleich der Geschichte. Seine wertvolle Büchersammlung vermachte er später der Universität. 1759 wurde er zum Geheimrat ernannt.